# 시나 콜레트

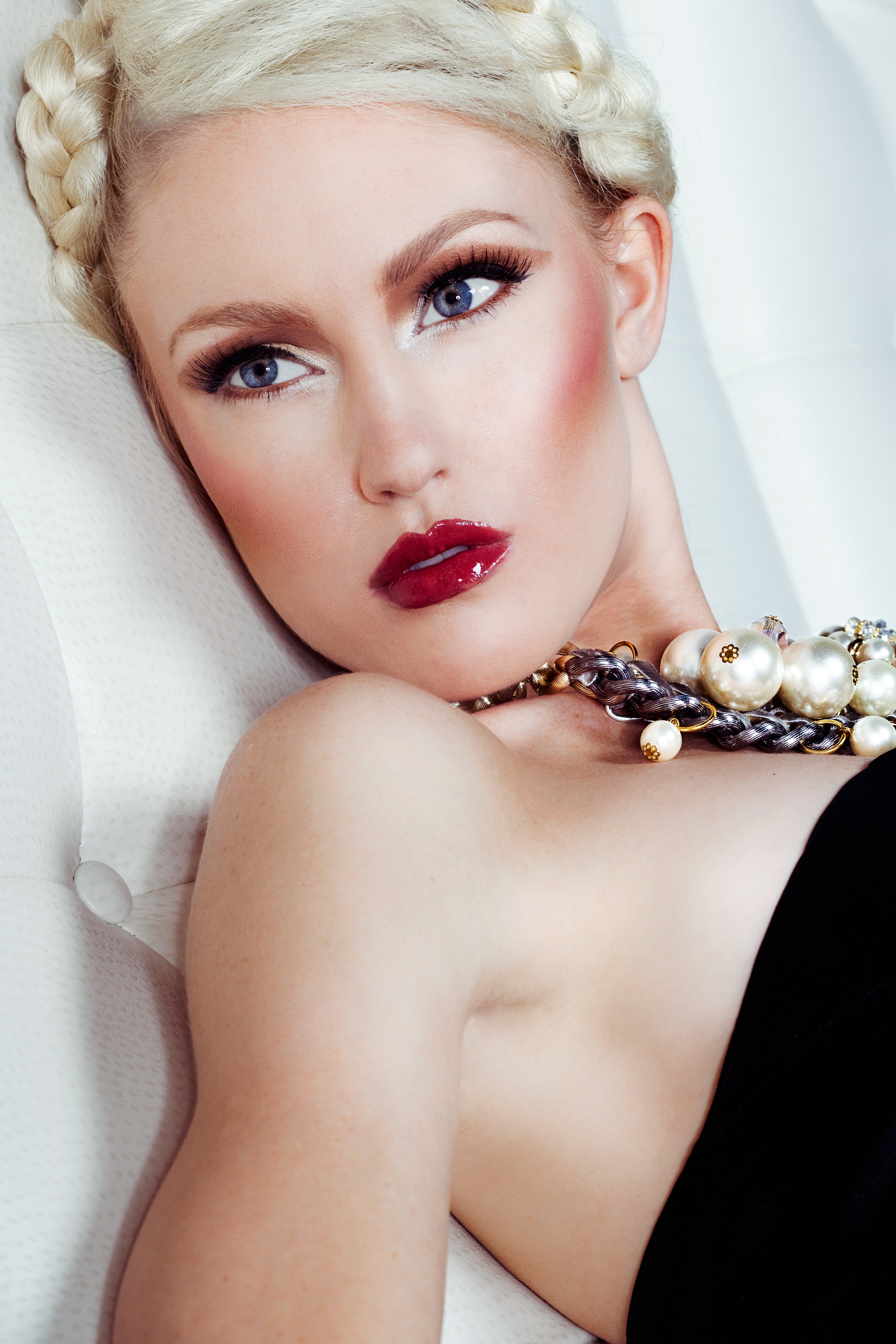

시나 콜레트(Sheena Colette)는 미국의 배우, 각본가, 영화 프로듀서, 모델, 텔레비전 배우, 영화배우이다.
뉴욕주에서 태어났다.

## 영화
- 반박할 수 없는 증거 (2015년)
- 디스 모던 맨 이즈 비트 (2015년)
- 더 드리머 (2015년)
- 비긴 어게인 (2013년)